# 중죄 모살화의 법리
중죄 모살화의 법리(重罪 謀殺化의 法理, 영어: Felony murder rule), 혹은 도망가는 중범죄자의 법칙이란 중범죄(felony) 과정에서 사람이 사망했을 경우, 중범죄자의 의도와 상관없이 모살죄를 확장시켜 적용하는 영미법의 법리이다.

## 개요
본 법리에 의하면, 첫째, 중범죄자가 중죄를 범하는 과정에서 우발적이거나 구체적인 살인 의도 없이 사람을 죽음에 이르게 한 경우에도 모살(murder)이 된다. 둘째, 중죄에 가담한 공범자 및 공모자 역시 중범죄 과정에서 발생한 죽음에 대해 형사 책임을 진다.
이 법칙은 논란이 많이 제기되며, 현대적인 해석에서는 일반적으로 해당 중죄가 본질적으로 위험한 것인지 또는 행위자가 분명 위험한 방법에서 실시한 것이 요구된다. 중죄 모살화 법리는 위험한 중범죄 억제의 수단으로 정당화되는 것이다. 영국의 관습법의 법칙은 12세기까지 거슬러 올라가며, 그 현대적인 형태를 얻은 것은 18 세기의 일이었다.

## 미국
미국 형법상의 특수한 개념인 이른바 ‘중죄실행중의 살인’(felony  murder)의 원칙은 강도나 강간과 같은 ‘중죄’(重罪, felony)를 범하는 과정에서 발생한 살인(homicide)은 고의가 없는 경우라도 모살죄의 형사책임을 부과시킨다는 것이다.

## 사례
돈이 몹시 필요했던 와일더는 강도로 돈을 뺏기 위해 나무 뒤에 숨어서 대상을 물색하고 있었다. 한 소녀가 나무로 다가오자 와일더는 갑자기 자신의 숨어있는 장소에서 뛰어나와 그녀의 얼굴을 가격한 다음  그녀의 지갑을 들고 달아났다. 그녀는 바닥으로 넘어져 머리에 심한 골절상을 입어서 사망하였다. 이 경우, 와일더는 강도라는 중범죄를 저지르는 상황에서 충분히 예견가능하고 자연적인 결과의 하나인 피해자의 사망으로 인해 중죄 모살화 법리에 의해 모살죄가 적용될 수 있다.